# Glenn Marsland
Glenn Maynard Marsland (ur. 30 czerwca 1947 w Adelaide) – australijski koszykarz, olimpijczyk.
Reprezentował Australię na Letnich Igrzyskach Olimpijskich 1972, które odbyły się w Monachium, zajmując 9. miejsce.